# 蔡昇晏
蔡昇晏（1977年4月25日—），綽號瑪莎，出生於臺灣高雄市。臺灣樂團五月天的貝斯手，亦是相信音樂創始人之一。

## 個人歷程
蔡昇晏畢業於高雄市苓雅區中正國民小學、國立師大附中819班，與石頭擔任過同屆吉他社上下學期的社長以及社聯會主席。天主教輔仁大學社會系肄業。
除了貝斯，其他擅長樂器包括低音提琴、吉他、鋼琴以及口琴。曾任陶晶瑩經營網站《姊妹淘》之專欄作家。
2012年6月23日，瑪莎以專輯《第二人生》中的〈諾亞方舟〉一曲獲得第23屆金曲獎最佳作曲人獎。
2013年11月底，瑪莎投資200萬元在台北華山藝文特區開設咖啡廳「OFFLINE 離線咖啡」。開店動機是瑪莎收藏上千張專輯與書籍，他一直想開一家小而美又低調的咖啡店，放著他安排的音樂、擺著他收藏的披頭四等公仔，偶爾請樂團表演。
瑪莎希望經過民眾拋開世俗煩惱，進店邊喝咖啡邊聽音樂，因此取名「離線」。他看上台北華山藝文特區周邊人文薈萃特質，出資200萬元與圈外好友投資，並親自擔任咖啡廳的音樂總監 。咖啡店曾為「人生無限公司巡迴演唱會」串場影片以及電影《五月天人生無限公司3D》的拍攝場地，惟已經在2019年1月10日歇業。
2014年11月19日，五月天赴北京出席記者會，瑪莎在機場時被歌迷拍到左手無名指疑似佩戴婚戒，被傳婚事已近；同月21日，他即在臉書上貼出兩人的無名指刺青照，宣布已與交往多年的設計師女友謝葦怡（Vicky）登記結婚，正式成為五月天的第三位人夫 。2015年6月15日凌晨，於希臘小島聖托里尼補辦婚禮，僅邀親友參與，五月天團員亦到場祝福見證 。
2017年以家家〈還是想念〉入圍第28屆金曲獎最佳單曲製作人獎。
2018年2月16日，瑪莎在個人臉書宣布太太謝葦怡的懷孕喜訊，並已懷胎5個月，正式升格人父 。
同年6月1日，瑪莎於個人臉書宣布太太誕下龍鳳胎，並以星際大戰中的角色路克（Luke）和莉亞（Leia）為子女命名 。
2022年，臺北流行音樂中心於張雨生逝世25週年之際策畫《想你到月球》特展，由瑪莎擔任該展覽的音樂總監。
同年12月1日，瑪莎發表個人音樂自傳式文集《昨天的孩子》，是他首次發表的書籍著作。

## 音樂創作
瑪莎在2004年於五月天《神的孩子都在跳舞》專輯中發表第一首個人歌曲創作〈約翰藍儂〉。現為樂團內參與作曲、並偶有填詞創作。

## 演出作品

### 電影
- 2005年：《紅孩兒：決戰火焰山》—聲演 孫悟空（配音演出）
- 2017年：《樂高蝙蝠俠電影》—聲演 蝙蝠俠（配音演出）

### 微電影
- 2012年：她．一個人的旅行（旁白演出）

### 音樂錄影帶
註：不包括五月天參與演唱之歌曲。
- 2008年：丁噹〈猜不透〉
- 2010年：劉若英〈風和日麗〉[11]
- 2015年：Hush〈克卜勒〉（錄音室實況）[12]
- 2019年：家家〈House Party〉[13]

## 出版作品

### 書籍
| 出版日期      | 書名       | 作者 | 出版公司 |
| ------------- | ---------- | ---- | -------- |
| 2022年12月1日 | 昨天的孩子 | 瑪莎 | 木馬文化 |

## 舞台表演
註：瑪莎在五月天歷年演唱會上，演唱了多首個人喜愛的歌曲。
| 曲目              | 原唱者         | 演唱會                     |
| ----------------- | -------------- | -------------------------- |
| 追                | 張國榮         | 離開地球表面世界巡迴演唱會 |
| 天天想你          | 張雨生         | 離開地球表面世界巡迴演唱會 |
| Yellow            | Coldplay       | 離開地球表面世界巡迴演唱會 |
| Lonely Christmas  | 陳奕迅         | 離開地球表面世界巡迴演唱會 |
| 愛的代價          | 張艾嘉、李宗盛 | 離開地球表面世界巡迴演唱會 |
| 愛的箴言          | 羅大佑         | 離開地球表面世界巡迴演唱會 |
| 風箏              | 陳昇           | 離開地球表面世界巡迴演唱會 |
| 旅行的意義        | 陳綺貞         | 離開地球表面世界巡迴演唱會 |
| 外面的世界        | 齊秦           | 離開地球表面世界巡迴演唱會 |
| 酒後的心聲        | 江蕙           | 離開地球表面世界巡迴演唱會 |
| Wonderful Tonight | Eric Clapton   | 離開地球表面世界巡迴演唱會 |
| 愛情釀的酒        | 紅螞蟻合唱團   | 離開地球表面世界巡迴演唱會 |
| 野百合也有春天    | 潘越雲、羅大佑 | 離開地球表面世界巡迴演唱會 |
| 怎麼辦            | 張震嶽         | 離開地球表面世界巡迴演唱會 |
| 心動              | 林曉培         | 離開地球表面世界巡迴演唱會 |
| 你快樂所以我快樂  | 王菲           | 離開地球表面世界巡迴演唱會 |
| 我是真的愛你      | 李宗盛         | D.N.A創造世界巡迴演唱會    |

## 獎項紀錄
註：此處僅列蔡昇晏個人提名與獲得之獎項。
| 年份   | 主辦單位／典禮名稱 | 獎項                | 入圍作品 | 結果 |
| ------ | ------------------ | ------------------- | -------- | ---- |
| 2012年 | 第23屆金曲獎       | 演唱類 最佳作曲人獎 | 諾亞方舟 | 獲獎 |
| 2017年 | 第28屆金曲獎       | 最佳單曲製作人獎    | 還是想念 | 提名 |

## 資料來源
| 1. 2. 3. 4. 5. 6. 7. 8. 9. 10. 11. 12. 13. |

## 外部連結
- （繁體中文）五月天 瑪莎的Facebook專頁
- （简体中文）Mayday瑪莎的新浪微博
- 蔡昇晏在香港影庫上的簡介